# احمد نعینع
احمد نعینع  (زاده ۱۵ مارس ۱۹۵۴) قاری قرآن اهل مصر است.

## زندگی‌نامه
احمد نعینع در سال ۱۹۵۴ در شهر مطوبس استان کفر الشیخ مصر متولد شد.
هنگامی که کمتر از هشت سال سن داشت حافظ کل قرآن شد. تحصیلات ابتدایی و راهنمایی خود را در استان بحیره گذراند و پس از آن در دانشگاه اسکندریه رشته پزشکی را دنبال کرد و در بیمارستان همین دانشگاه مشغول به کار شد.
وی در ابتدای تلاوت خود از قرائت شیخ امین هلالی تأثیر پذیرفت و پس از آن از طریق رادیو با تلاوت قاریانی همچون محمد رفعت، عبدالباسط عبدالصمد، مصطفی اسماعیل ،ابوالعینین شعیشع، محمود خلیل الحصری، محمد صدیق المنشاوی، محمود علی البنا و ابراهیم عبدالفتاح شعشاعی آشنا شد.
عده‌ای وی را بهترین قاری تاریخ این رشته در مصر و بلکه در جهان دانسته‌اند و برخی تلاوت‌های او را جزء شاهکارهای کم‌نظیر می‌دانند.

## جوایز
- او در سال ۱۹۸۵ در مسابقات بین‌المللی دهلی نو مقام اول را کسب کرد.